# Sin él (canción)
Sin él es una canción escrita por Marco Antonio Solís e interpretada por la cantante mexicana-estadounidense Marisela, que esta incluida en su primer álbum debut de estudio titulado del mismo nombre (1984).

## Antecedentes
En 1980, cuando ella tenía 14 años y él cantautor 20, fueron presentados en la disquera Profono CBS, que se preparaba para lanzar a la joven inicialmente con un proyecto de balada, aunque el plan inicial era que incursionara en la música tropical; pero después querían que el vocalista de Los Bukis la produjera.
La canción refleja el dolor y la desorientación que siente una persona tras la partida de un ser amado.

## Lista de canciones

### CD - Single[5]
| Sin él — Single |          |          |  |
| N.º             | Título   | Duración |  |
| 1.              | «Sin él» | 3:35     |  |

## Posicionamiento en listas
| Listas (1985)              | Posición |
| -------------------------- | -------- |
| México (Notitas Musicales) | 17       |